# Jean-Emery Gagnon
Pour les articles homonymes, voir Gagnon.
Jean-Emery Gagnon est un acteur et scénariste québécois.

## Biographie
Représenté par l'agence: Micheline St-Laurent.

## Filmographie

### comme acteur
- Chambre en ville (saisons 3-4) Fred Côté
- 1991 : Le Complexe d'Édith
- 1993 : Matusalem : Joueur de des
- 1996 : Marguerite Volant (feuilleton TV) : Vincent Léry
- 1996 : Caboose : Fuyard
- 1998 : Une voix en or (feuilleton TV)
- 2005 : Trudeau II: Maverick in the Making (feuilleton TV) : Pierre Vallières
- 2006 : Casino (série TV) : Eric